# Ethel Ennis
Ethel Ennis, (Baltimore, 1932. november 28. – Mondawmin, 2019. február 17.) amerikai dzsesszénekesnő.

## Pályafutása
Ethel Ennis iskolás korában zongoristaként lépett fel. Az 1950-es évek elején indult el énekesnői karrierje. 1955-ben debütáló albuma, a „Lullabies for Losers” a jelent meg,majd a „Change of Scenery” című albuma 1957-ben. Egy gazdag európai turné után a Benny Goodman All-Stars Banddel Ennis visszatért Baltimore-ba. A következő években ritkán lépett fel szülővárosán kívül. 1958-ban felvette a „Have You Forgotten?” albumot. Ezt követően hat évig nem készült vele új lemez.
Az 1960-as évek elején három albumot rögzített az RCA Victornál Dick Hyman és és Marty Manning részvételével.
1964-ben fellépett a Newport Jazz Festivalon Billy Taylor, Cozy Cole és Slam Stewart mellett. A Duke Ellington Orchestra társaságában szerepelt a televízióban a Bell Telephone Hour című műsorban. Ezután duettet énekelt Joe Williamsszel a Monterey Jazz Festivalon. A következő években főleg szülővárosában lépett fel, többek között a Count Basie Banddel és a Baltimore Szimfonikus Zenekarral. Cab Calloway-el együtt lépett fel a harlemi Apollo Színházban.
1967-ben Ethel Ennis énekelte a „Frankenstein's Monster Party” című televíziós műsor főcímdalát. Hosszú szünet után 1973-ban rögzítette Ethel Ennis 10 dalál a BASF. Ennek az évnek a végén Richard Nixon újraválasztási ünnepségén énekelt; majd Fehér Házban is fellépett Jimmy Carternek is. Az 1970-es évek végén Baltimore kulturális nagykövete volt, és kínai népdalokat adott elő Baltimore testvérvárosában, Hsziamenben.
1980-ban megjelent egy élő albuma. 1998-ban kiadta az „If Women Ruled the World” című albumot. Az 1980-as években megnyitotta saját zenei klubját. 1999-ben Bonnban lépett fel egy Egyesült Államok nagykövetsége által szervezett rendezvényen.
Frank Sinatra a kedvenc énekesnőjének nevezte. A Down Beat egyik kritikusa ezt írta róla: „A hangja mélyre merül, egy olyan bölcs nő személyiségét árasztja, aki sok mindent megélt.”

## Albumok
- Lullabies for Losers (1955)
- Change of Scenery (1957)
- Have You Forgotten? (1958)
- Once Again (1964)
- This Is Ethel Ennis (1964)
- Eyes for You (1964)
- My Kind of Waltztime (1965)
- God Bless the Child (RCA 1973)
- 10 Sides of Ethel Ennis (1973)
- Ethel: Live at the Maryland Inn (1980)
- Ethel Ennis (1994)
- If Women Ruled the World (1998)
- Ennis Anyone? (2005)

## Filmek
- https://www.imdb.com/name/nm0257884/

## Díjak
- 1966: Maryland Women's Hall of Fame

## Fordítás
Ez a szócikk részben vagy egészben  az   Ethel Ennis című német Wikipédia-szócikk ezen változatának fordításán alapul.  Az eredeti cikk szerkesztőit annak laptörténete sorolja fel. Ez a jelzés csupán a megfogalmazás eredetét és a szerzői jogokat jelzi, nem szolgál a cikkben szereplő információk forrásmegjelöléseként.